# 王太后 (南吳太祖)
王太后（9世纪—928年），王氏，名字，籍贯均不详。五代十国南吳太祖杨行密妾。南吴睿帝杨溥生母。
900年，王氏生杨溥。920年，杨溥嗣王位，尊王氏为太妃。杨溥称帝後尊为皇太后。乾貞二年（928年）王太后病逝，谥号贞穆皇后。